# Престъпник (филм, 2016)
Вижте пояснителната страница за други значения на Престъпник.
„Престъпник“ (на английски: Criminal) е копродукция на САЩ, Великобритания, България филм от 2016 година, научнофантастичен екшън на режисьора Ариел Вромен по сценарий на Дъглас Кук и Дейвид Уейсбърг.

## Сюжет
В центъра на сюжета е осъден престъпник, в чието съзнание са вградени спомените на загинал агент на Централното разузнавателно управление, за да довърши прекъснатата му мисия. Главните роли се изпълняват от Кевин Костнър, Гал Гадот, Томи Лий Джоунс, Гари Олдман, Алис Ив.

## Актьорски състав
| В главните роли       | Изпълнител      |
| --------------------- | --------------- |
| Джерико Стюарт        | Кевин Костнър   |
| Куакър Уелс           | Гари Олдман     |
| доктор Франкс         | Томи Лий Джоунс |
| Бил Поуп              | Раян Рейнолдс   |
| Хавиер Хеймдал        | Жорди Моя       |
| Джил Поуп             | Гал Гадот       |
| Ян Строок-„Холандеца“ | Майкъл Пит      |
| Естебан Руиса         | Амаури Ноласко  |
| Марта Линч            | Алис Ийв        |
| Елза Мюлер            | Антье Трауе     |
| Пит Грийслийвс        | Скот Адкинс     |
| Ема Поуп              | Лара Декаро     |
| Пфефер, агент на ЦРУ  | Фреди Бош       |
| агент на ЦРУ №2       | Емануел Имани   |
| техник в ЦРУ          | Хари Хепъл      |
| Люис Дийн             | Дани Уеб        |
| медик                 | Диляна Буклиева |
| Дони Харис            | Атанас Сребрев  |
| адмирал Ланс          | Робърт Дави     |